# Coby Floor
Jacoba Georgina Bernarda (Coby) Floor (Amsterdam, 20 mei 1930 – aldaar, 25 april 2017) was een Nederlands schoonspringster. Ze was lid van de Amsterdamsche Dames Zwemclub en vertegenwoordigde haar vaderland op de Olympische Zomerspelen 1948 in Londen.
Floor maakte in 1943 met de vierde plek haar debuut op de Nederlandse kampioenschappen, werd in 1944 tweede en bemachtigde in 1946 en 1947 de titel. Vanwege haar prestaties werd ze door de KNZB afgevaardigd naar de Europese kampioenschappen in Monaco. Hier werd ze zesde. Ze nam in 1948 deel aan de Olympische Zomerspelen in Londen, en werd twaalfde op de 3 m plank.
Floor was gehuwd met zwemmer Rinus van Daatselaar.
Floor overleed op 25 april 2017. Ze werd 86 jaar oud.

## Erelijst
- Nederlands kampioen: 1946, 1947.